# Ronald van den Bersselaar
Ronald van den Bersselaar ('s-Hertogenbosch, 18 november 1962) is een Nederlands decorontwerper en artdirector.

## Loopbaan
Van den Bersselaar studeerde binnenhuisarchitectuur aan de St. Joost Academie in Breda. Hierna liep hij in 1987 stage bij de afdeling decorontwerp van de NOS. Na zijn afstuderen werkte hij tot 1992 tot assistent van Roland de Groot.
De eerste taak die hij kreeg was het maken van een decorontwerp voor Casino royale dat werd geproduceerd door John de Mol jr.. Hierna maakte hij decors voor onder meer De 100.000 gulden show, Love letters, All you need is love en RTL Boulevard. Ook kreeg hij soms opdrachten voor het maken van decors voor bedrijven, pretparken of musea. In 2004 begint hij als zelfstandig ondernemer en heeft hij sindsdien zijn eigen ontwerpbureau "BEEO" in Vlijmen. Bekende werken zijn onder meer het decor van de jaarlijkse Kinderen voor kinderen-shows en het decor van het tv-programma De wereld draait door die hij samen met Marc Pos ontwierp. De laatste jaren ontwerpt hij ook decors voor grote concerten van onder andere Kensington en Guus Meeuwis en evenementen zoals het Nationaal Songfestival en het Junior Songfestival.

## Tv-programma's
Dit is een selectie met televisieprogramma's en concerten waarbij Van den Bersselaar het decor ontwierp. 
- (1987) Ron's honeymoonquiz i.s.m. Misjel Vermeiren
- (1990) Samuel Falklandshow i.s.m. Misjel Vermeiren
- (1990) Showmasters i.s.m. Roland de Groot
- (1990) Holidayshow i.s.m. Roland de Groot
- (1990) De 100.000 gulden show i.s.m. Roland de Groot
- (1991) Crime time
- (1992) Casino royale
- (1994) Blind date
- (1994) Lucky lotto live
- (1995) All you need is love
- (1996) Love letters
- (1996) 2 voor 12
- (1996) Cor & co
- (1997) Una voce particolare
- (1998) Gouden beelden
- (1999) De jongens tegen de meisjes
- (2000) RTL Boulevard
- (2000) Expeditie Robinson
- (2000) De Reünie
- (2000) Memories
- (2001) All you need is love
- (2001) KRO's notenclub
- (2002) Stem van Nederland
- (2003) De held van 2003
- (2005-2020) De wereld draait door
- (2006) Bankgiro loterij
- (2006) Deal or no deal
- (2006) Ranking the stars
- (2007) Kinderen voor kinderen 28
- (2007) Hof van Joosten
- (2007) Voor de rest van je leven
- (2007) Dancing queen
- (2007) Knevel & Van den Brink
- (2007) Televizier-ring gala 2007
- (2008) Televizier-ring gala 2008
- (2008) Tv moment van het jaar
- (2008) Recht door zee
- (2008) NOVA/Den Haag Vandaag
- (2009) Eredivisie live
- (2009) Miljoenenjacht
- (2009) Tv moment van het jaar
- (2010-2018) The voice of Holland
- (2010) Sportgala lotto
- (2010) Slag bij Nieuwpoort
- (2010) So you think you can dance
- (2011) Kinderen voor kinderen 32
- (2011) Let's get married
- (2011) Lee Towers in Ahoy
- (2012) Lijfshow
- (2012) Wat schat je?
- (2012) Nieuwsuur
- (2012) Nationaal Songfestival
- (2012) Dancing with the Stars
- (2012) Kinderen voor kinderen 33
- (2013) Superboy
- (2013) Shownieuws
- (2013) Kinderen voor kinderen 34
- (2013) Hart van Nederland
- (2014) Radar
- (2014) Kinderen voor kinderen 35
- (2014) The winner takes it all
- (2014) Beat the crowd
- (2015) K3 zoekt K3
- (2015) Kensington live
- (2015) Groots met een zachte G
- (2016) All you need is love
- (2016) Janzen & Van Dijk
- (2019) 6 inside
- (2019) Doha debates